# 시카고 (카드 게임)
시카고(Chicago)는 포커 게임의 일종이다. 진행 방식은 세븐카드 스터드와 같다. 승자를 가릴 때 가장 높은 족보를 가진 사람과, 가장 높은 스페이드를 가진 사람이 팟을 절반씩 나누어 가진다.
이 게임은 러시아 마피아가 소유한 스웨덴 스톡홀름의 하마르바이카젠(Hammarbykajen)에 있는 지하 포커 클럽에서 발명된 것으로 알려져 있다. 이 게임은 스웨덴 카드 게임 펨코트(Fem-kort)의 변형이다. 시카고라는 포커 관련 카드 게임은 오늘날 핀란드에서 가장 인기 있는 카드 게임 중 하나이다. 배팅이 아닌 점수 유지에 의존하기 때문에 학교와 같이 도박이 금지되는 환경에도 적합하다. 이 게임은 무수히 많은 버전으로 존재하므로 (다소 임의로 선택한) 기본 게임 뒤에 다양한 변형이 뒤따른다.